# هايدي كولين
هايدي كولين (بالإنجليزية: Heidi Cullen)‏ هي أخصائية علم المناخ أمريكية، ولدت في 1971 في جزيرة ستاتن في الولايات المتحدة.

## وصلات خارجية
- هايدي كولين على موقع إن إن دي بي (الإنجليزية)